# De Vizcaya PV-102
Il De Vizcaya P.V. 102 fu un aereo monoplano francese da turismo, caratterizzato dalla costruzione interamente metallica, rimasto allo stato di prototipo.

## Storia del progetto
All'inizio degli anni trenta del XX secolo il pilota automobilistico Pierre de Vizcaya, vincitore di numerose gare, che praticava a tempo perso l'aviazione da turismo ed era anche ingegnere, progettò e costruì di propria iniziativa un velivolo designato PV 102. Tale velivolo, inspirato al Peyret-Mauboussin XI, fu realizzato alla periferia di Parigi nel 1931 ed andò in volo per la prima volta nel corso del secondo semestre dell'anno.

## Descrizione tecnica
Aereo da turismo, monoplano ad ala alta, monomotore, tre-quadriposto, di costruzione interamente metallica a rivestimento lavorante realizzato in alluminio.
L'ala era costruita a cassone, il che la rendeva indeformabile. Il velivolo risultava estremamente leggero, pesando 6,5 kg per metro quadrato. I pannelli di rivestimento in lamiera irrigiditi da degli omega, erano fissati con dei rivetti dalla testa fresata. L'accesso alla cabina di pilotaggio avveniva tramite due porte vetrate, una per lato. La visibilità era assicurata tramite una vetrata in vetro "Triplex" sul davanti, sui lati e superiormente alla cabina di pilotaggio. Il motore era un radiale Salmson 7Ac a 7 cilindri, raffreddato ad aria, erogante la potenza di 95 CV ed azionante un'elica bipala.  Esso era installato sulla parte anteriore della fusoliera. Il carrello di atterraggio era triciclo, posteriore, fisso. La velocità di atterraggio era di 65 km/h. L'aereo era dotato di freni sulle ruote, mentre il ruotino di coda era orientabile.

## Impiego operativo
Non disponendo dei mezzi necessari ad avviare la produzione in serie, nonostante la presentazione effettuata in varie parti della Francia durante un giro promozionale di prototipi del 1933, il velivolo rimase un esemplare unico.
Il PV-102 terminò la sua carriera al Groupe tecnique di Villacoublay. De Vizcaya, quando cedette la licenza di produzione dell'aereo anfibio P.V. 200  a Rene Caudron, tentò inutilmente di includere nell'affare anche quella per il P.V. 102. La morte di de Vizcaya, avvenuta per incidente automobilistico il 13 luglio 1933, pose fine al programma di sviluppo in quanto il velivolo non suscitò alcun interesse commerciale.

### Fonti
1. 1 2 3 4  Уголок неба.
2. 1 2 3 4 5 6 7 8 9 10 11 12 13  Aviation Magazine de l'Espace n.383, 1963, p. 63.